# 1904 na Alemanha
Esta é uma cronologia dos fatos acontecimentos de ano 1904 na Alemanha.

## Eventos
- 12 de janeiro: A revolta dos hererós começa no sudoeste alemão da África.
- 4 de maio: O clube de futebol alemão FC Schalke 04 é fundado.
- 29 de maio: O VfB Leipzig vence o BSV 92 Berlin na final do segundo Campeonato Alemão de Futebol.
- 11 de agosto: As tropas coloniais alemãs derrotam os povos hererós na batalha de Wateberg.